# Phyllophaga temascaltepeca
Phyllophaga temascaltepeca är en skalbaggsart som beskrevs av Saylor 1934. Phyllophaga temascaltepeca ingår i släktet Phyllophaga och familjen Melolonthidae. Inga underarter finns listade i Catalogue of Life.